# Dinamo Volgograd (handbal feminin)
Dinamo Volgograd (în rusă Гандбольный клуб Динамо Волгоград) este un club rusesc de handbal feminin din Volgograd. Fondat în 1972 ca Burevestnik Volgograd, clubul a fost purtat numele de Rotor Volgograd după dezmembrarea Uniunii Sovietice, a fost apoi redenumit Akva, iar din sezonul 2014-15 se numește Dinamo-Sinara. 
Dinamo este cea mai de succes echipă din Superliga Rusă de Handbal Feminin, având în palmares 12 titluri, iar în anul competițional 2001-02 a stabilit un record absolut, câștigând toate meciurile. Echipa a avut un succes moderat și în competițiile internaționale, adjudecându-și trei trofee: City Cup EHF și Trofeul Campionilor EHF în 1995 și Cupa EHF în 2008. În 2000 a devenit prima formație din Rusia care a ajuns până în semifinalele Ligii Campionilor de la disoluția URSS.

## Palmares
- Cupa EHF
  -  Câștigătoare (1): 2008

- City Cup EHF
  -  Câștigătoare (1): 1995

- Trofeul Campionilor EHF
  -  Câștigătoare (1): 1995

- Superliga Rusă
  -  Câștigătoare (12): 1993, 1995, 1996, 1999, 2000, 2001, 2009, 2010, 2011, 2012, 2013, 2014

## Echipa

### Lotul de jucătoare
Actualizat în octombrie 2014
| Portari - 01 Anna Sedoikina (căpitan) - 12 Anastasia Titovskaia - 29 Elena Fomina Utkina - 0 Kristina Piatkina - 30 Margarita Kușnir Pivoți - 21 Evghenia Petrova - 40 Elizaveta Sobina - 66 Asma El Ghaoui Extreme stânga - 09 Ekaterina Fanina - 25 Tamara Ciopikian - 16 Ekaterina Cecikova Extreme dreapta - 05 Viktoria Smolențeva - 08 Anita Gaće - 26 Anastasia Starșova | Linia de 9 metri - 03 Ksenia Milova - 04 Iaroslava Frolova - 06 Anna Kocetova - 10 Valeria Ganiceva - 11 Daria Dmitrieva - 13 Natalia Danșina - 14 Polina Vedehina - 18 Iulia Markova - 22 Valentina Vernigorova - 28 Ekaterina Pece - 55 Anastasia Suslova |

## Jucătoare notabile
| - Tatiana Alizar - Elena Hausova - Sofia Berdovici - Nadejda Muravieva - Liudmila Bodnieva - Polina Viahireva - Anastasia Pidpalova - Ksenia Makeeva - Mayssa Pessoa |